# Coefficiente di dilatazione termica
Il coefficiente di dilatazione termica (o dilatabilità termica) è una misura della capacità di dilatazione termica di un corpo, ovvero una delle caratteristiche dei materiali che insieme al coefficiente di comprimibilità lega le tre variabili di stato: pressione, temperatura e volume; in particolare si distingue in volumetrica, superficiale e lineare, grandezze strettamente correlate. La dilatabilità termica volumetrica si misura per i materiali liquidi e solidi isotropi, quella lineare si misura di solito per i solidi ed è comune nelle applicazioni ingegneristiche. Ogni qualvolta le dimensioni della sostanza sono tali da prediligere una dilatazione in una dimensione o in due dimensioni, si parla rispettivamente di dilatazione lineare o superficiale, con la dovuta precisazione che tutte le sostanze si dilatano in senso volumetrico.

## Coefficiente di dilatazione termica volumetrica
Il coefficiente di dilatazione termica volumetrico è una proprietà di una sostanza (o di un materiale) dato da:
{\displaystyle \alpha =-{1 \over \rho }\left({\partial \rho  \over \partial T}\right)_{p}=+{1 \over V}\left({\partial V \over \partial T}\right)_{p}}
dove ρ rappresenta la densità, T la temperatura, V il volume e le derivate sono considerate a pressione costante p.
α misura il cambiamento frazionale della densità in funzione dell'incremento della temperatura a pressione costante. La dilatazione di un materiale cristallino avviene solo quando il campo di forza del cristallo subisce una deviazione del quadrato perfetto. Se il campo di forza è perfettamente parabolico, non avviene alcuna dilatazione.

## Coefficiente di dilatazione termica lineare
Il coefficiente di dilatazione termica lineare per un materiale isotropo vale {\displaystyle \alpha /3} ovvero
{\displaystyle \lambda =\left({\frac {L_{2}-L_{1}}{L_{1}}}\right)\left({\frac {1}{T_{2}-T_{1}}}\right)}
dove {\displaystyle L_{1}} rappresenta la lunghezza iniziale del solido, {\displaystyle L_{2}} la lunghezza finale, {\displaystyle T_{1}} la temperatura iniziale e {\displaystyle T_{2}} la temperatura finale.
La dilatazione e la contrazione di un materiale sono aspetti importanti nella progettazione di grandi strutture, nelle misurazioni topografiche su grandi distanze, nella progettazione di stampi a caldo.
La tabella seguente mostra alcuni valori del coefficiente di dilatazione termica lineare per i materiali più comuni:
| Materiale          | Coefficiente di dilatazione termica lineare (in °C−1) |
| ------------------ | ----------------------------------------------------- |
| Acciaio            | 12 X 10−6                                             |
| Alluminio generico | 23 X 10−6                                             |
| Alluminio puro     | 24 X 10−6                                             |
| Argento            | 19 X 10−6                                             |
| Ferro              | 12 X 10−6                                             |
| Ghisa              | 10,7 X 10−6                                           |
| Nichel             | 13 X 10−6                                             |
| Oro                | 14,32 X 10−6                                          |
| Ottone             | 19 X 10−6                                             |
| Piombo             | 29 X 10−6                                             |
| Platino            | 9,0 X 10−6                                            |
| Pyrex              | 4,0 X 10−6                                            |
| Quarzo fuso        | 0,59 X 10−6                                           |
| Rame               | 17 X 10−6                                             |
| Silicio            | 3,0 X 10−6                                            |
| Tungsteno          | 5,0 X 10−6                                            |
| Vetro              | 8,0 X 10−6                                            |